# عقد 1720
عقد 1720 هو عقد امتد بين 1 يناير 1720 و31 ديسمبر 1729 بحسب التقويم الميلادي. سبقه عقد 1710 ولحقه عقد 1730.

## أحداث
- معركة وينيبانج (1722)
- معاهدة نيستاد (1721)

## مواليد
- الإمبراطور ساكوراماتشي (1720)
- شارل بونيه (1720)
- هندية عجيمي (1720)
- فيلنا غاوون (1720)
- صموئيل فوت (1720)
- جان باتيست لوروا (1720)
- وليام كافينديش (1720)
- كونراد إيكهوف (1720)
- البارون مونخهاوزن (1720)
- غابرييل دي بوري (1720)
- فيليب (1720)

## وفيات
- سكجونغ ملك جوسون (1720)
- إليونور ماغدالين من نيوبورغ (1720)
- عبد الله بن علوي الحداد (1720)
- أوكلي (1720)
- جون فلامستيد (1720)

## كتب
- Yves Denis Papin (1998). Chronologie de l'histoire ancienne. Lieu de publication non identifié: Éditions Jean-paul Gisserot. ISBN:2-87747-346-5. OCLC:40746926. مؤرشف من الأصل في 2022-03-16.
- موسوعة حضارة العالم (2002) لأحمد محمد عوف.

## روابط خارجية
- تصفح سنة بسنة عقد 1720 على موقع onthisday.com
- تصفح سنة بسنة عقد 1720 ابتداءً من سنة عقد 1720 على موقع المكتبة الوطنية الفرنسية